# Иоганн VII Бланкенфельд
Иоганн VII Бланкенфельд (около 1471 года, Берлин — 9 сентября 1527 года, Торквемада, Кастилия) — рижский архиепископ с 1524 по 1527 год под именем Иоганн VII.

## Происхождение, образование, первые должности
Иоганн Бланкенфельд происходит из зажиточной аристократической семьи, обладавшей недвижимым имуществом в Берлине. Он был сыном сказочно богатого немецкого торговца и бургомистра Томаса Бланкенфельда. Учился праву в Лейпциге, затем во Франкфурте-на-Одере и получал образование ещё и в Венском и Болонском университетах. После получения докторской степени он стал профессором права в университете Франкфурта-на-Одере со 2 августа 1503 года. С 1507 года был ректором в Виадрине. Служил семье бранденбургских курфюрстов, участвуя в дипломатической миссии при Имперском камеральном суде. С 1512 по 1519 благодаря успешной деятельности в области права стал представлять интересы папской курии в качестве генерального прокурора на службе у великого магистра Тевтонского ордена, что указывало на значимость его личности в орденской иерархии и при папском дворе. Бланкенфельд тогда пребывал в Риме и во время работы на этой должности хорошо себя проявил, что позволило ему заручиться поддержкой понтифика и получить в своё распоряжение три прибалтийские епархии. Он также поддерживал тесные отношения с представителями династии Гогенцоллернов, что тоже помогло ему претендовать на высокие посты.

## Назначения на епархии
По назначению папы Льва X в 1514 году он стал епископом Ревеля. В 1518 году он занял пост епископа Дерпта, а с 29 июня 1524 года оказался во главе рижской архиепархии по прямому указанию симпатизировавшего ему папы Климента VII.

## Распространение идей Реформации в Ливонии
Период его пребывания во главе епархии совпал с социальными и политическими потрясениями, вызванными приходом в Ливонию идей Реформации. Его предшественник Яспер Линде уже негативно оценил распространение новых идей, апологеты которых официально отказались подчиняться сюзеренной власти архиепископа в 1524 году. На увеличение сторонников лютеранской веры оказывали влияние радикальные проповеди скандального немецкого протестанта Мельхиора Гоффмана, а также идеология протестантских проповедников Сильвестра Тегетмейера и Андреаса Кнопкена, которые в разное время выступали со своими установками в Риге и крупных прибалтийских городах. Иоганн сразу продемонстрировал своё неприятие новых идей, публично выступив против них, что ещё больше спровоцировало гнев и раздражение приверженцев концепции протестантизма. Андреас Кнопкен, например, начал свои проповеди в Риге ещё в 1521 году, когда архиепархию возглавил Яспер Линде, так что в сознании горожан торгово-ремесленного сословия были закреплены тезисы о новом мироустройстве в соответствии с ценностными принципами Реформации. Но на момент прихода Бланкенфельда к власти общество Ливонии было настроено гораздо более радикально в связи с натиском проповедника Гоффмана и его сокрушительной критикой церковного устройства и морали католицизма.

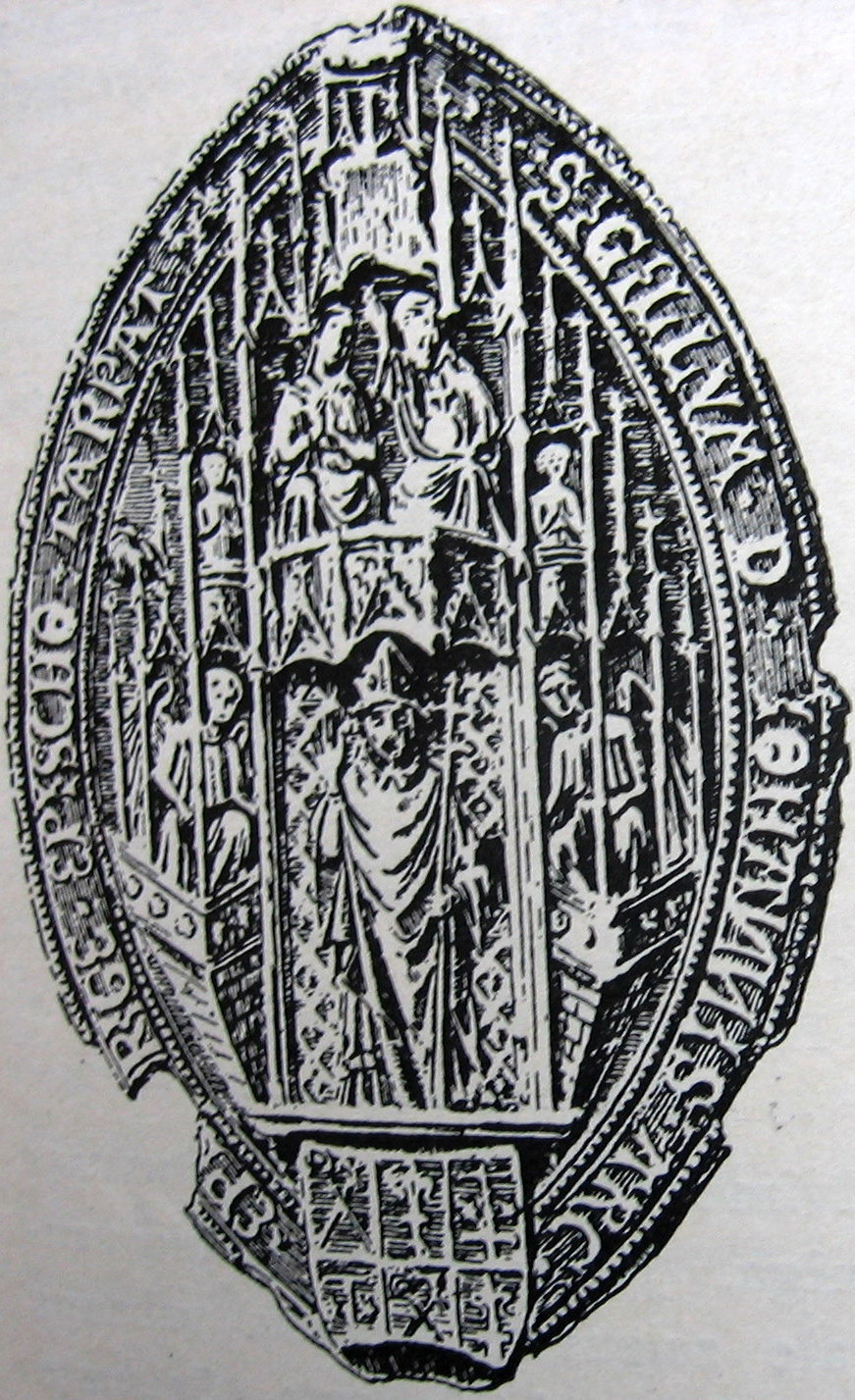
Печать Иоганна фон Бланкенфельда, 1526 г

## Борьба с Бланкенфельдом в Ревеле и Дерпте
Вскоре после назначения Бланкенфельда 17 июля 1524 года в Ревеле состоялся съезд представителей прибалтийских городов и вассалов, где идеи Реформации были одобрены и поддержаны большинством делегатов. Вскоре начался острый период иконоборческой активности сторонников лютеранства. Фактически все ревельские, дерптские и большая часть рижских готических церквей (например, церковь Святого Петра, где состоялся первый учёный диспут между сторонниками католической веры и приверженцами лютеранских догм, церковь Святого Иоанна, которая была продана под сельскохозяйственные нужды главе гильдии ремесленников Иоганну Шульте) были разграблены, а аутентичные католические интерьеры храмов были разрушены или вынесены. Иоганн Бланкенфельд, будучи сторонником идей гуманизма, в таких условиях был бессилен что-либо предпринять, так как у него не хватало административного ресурса, а сторонников лютеранства в Риге было больше. К тому же магистр Ливонского ордена Вальтер фон Плеттенберг, который относился к новому архиепископу с подчёркнутой холодностью и недоверием, решил поддержать апологетов Реформации, так как тем самым хотел ослабить свою юридическую зависимость от архиепископа Риги и привлечь на свою сторону симпатии радикально настроенных горожан из торгово-ремесленных кругов. 21 августа 1524 года Рига отказалась от присяги архиепископу и из всех членов Ливонской конфедерации сохранила верность только Ливонскому ордену. В это время и совет Ревеля, и представители ревельских лютеранских групп отказались признавать власть Иоганна Бланкенфельда, так что архиепископ вынужден был снять с себя обязанности главы ревельской епархии.

## Конфронтация с Плеттенбергом
Между тем в 1525 году последовал окончательный идеологический разрыв между Иоганном и Вальтером Плеттенбергом в борьбе за господство в Ливонии. В Дерпте даже произошёл вооружённый конфликт между городскими жителями и представителями епископа. Дата 21 сентября 1525 года стала решающей в процессе передела собственности — Рига подпала под исключительную власть ордена (Вальтер Плеттенберг «милостиво» согласился на просьбы рижан взять их под своё покровительство). Большинство горожан-протестантов оказало поддержку выступавшему на их стороне Плеттенбергу, так что магистру способствовал политический успех. Фактически Иоганн Бланкенфельд потерял власть над городом и первыми в ходе иконоборческих погромов в Риге и за её пределами пострадали именно храмы его архиепархии.

## Переговоры с Польшей и с Русью
Иоганн Бланкенфельд, недовольный победой Плеттенберга на первом этапе столкновения, начал искать средства, с помощью которых можно было облегчить положение католического населения и решил провести переговоры о тесном сотрудничестве с королём Польши Сигизмундом I. Но поляки довольно прохладно отнеслись к идее сотрудничества для борьбы с распространением лютеранской веры. Тогда Иоганн начал переговоры с Русью. Они сперва увенчались успехом, однако возможность договориться с русскими князьями не нашла понимания у его вассалов и подчинённых. Враги Бланкенфельда преподнесли намерения архиепископа договориться с Великим князем Московским как проявление опасной и вероломной политики, как стремление вступить в союз с «не-христианами». Магистр Плеттенберг, узнав о тайных сношениях архиепископа на востоке, даже отдал приказ о заключении Иоганна, так как воспринял факт переговоров с представителями Василия III как предательство интересов всех ливонцев. В декабре 1525 года, сразу после окончания одного их этапов переговоров Иоганн был заключён под стражу и ввиду его ареста переговоры с Москвой были прекращены. В марте 1526 года Иоганн VII был освобождён из домашнего заключения в замке Роннебурга (Рауны), так как ливонские католики начали консолидироваться для сплочённого отпора экспансии лютеранских идей. Впоследствии Иоганн отрицал факт злого умысла в контакте с московскими властями, заявляя, что выполнял особо секретное поручение папы. Якобы он вступил в переговоры с Василием III как посредник от имени прусского герцога Альбрехта, который враждовал с польским Сигизмундом, также являвшимся геополитическим противником Великого княжества Московского. Однако эта информация не имеет официального подтверждения. Тем не менее, ещё в марте 1519 года Василий III, получив от прусского герцога Альбрехта письменный запрос, подтвердил, что он находится в тесных отношениях с епископом Бланкенфельдом, который, в свою очередь, взят под его особую защиту, а на его земли и воды посягать нельзя.

## Общение с дьяком Мисюрем Мунехиным
Кстати, Иоганн Бланкенфельд переписывался с высокообразованным псковским дьяком Мисюрем Мунехиным и их переписка, в которой затрагиваются важные социокультурные вопросы того периода и проблемы политического взаимодействия, представляет собой исторический интерес. Есть предположение, что Иоганн VII и Мисюрь Мунехин также лично встречались на нейтральной территории.

## Продолжение столкновения с Дерптом
В 1526 году снова вспыхнул тлеющий конфликт между представителями Иоганна и жителями Дерпта, который активно жаловались на Бланкенфельда за то, что он поощряет рыбную ловлю в пользу русских и в ущерб дерптским торговцам, расширяя в одностороннем порядке права русских купцов. Ранее в Дерпте местные лютеране подняли восстание и захватили строения, принадлежавшие Бланкенфельду, а также вторглись на территорию домского замка на холме. В феврале 1525 года дерптский магистрат распространил непроверенную информацию о частых дипломатических сношениях Бланкенфельда и русских посланников псковского воеводы и Василия Третьего, посредником в которых неизменно выступал ливонский дипломат и литерат Герт Рингенберг. Ратманы утверждали, что Иоганн договаривается с русскими о помощи против вооружённой агрессии со стороны взбунтовавшихся горожан. В то же время муссировались сведения о том, что Иоганн активно переписывается и сообщается через посланников с епископом Вильны Яном. Несмотря на продолжавшиеся нападки в его адрес, Иоганн упорно отрицал, что планирует скооперироваться с русскими и литовцами против ливонских интересов.

## Освобождение из-под ареста; ландтаг в Вольмаре
После освобождения Иоганна Бланкенфельда из заключения тот вынужден был пойти на крупные политические уступки, которые были оговорены на Вольмарском ландтаге, состоявшемся в июле 1526 года, когда все обвинения в попытке «предательского» соглашения с московскими князьями были сняты с архиепископа. Бланкенфельд в своём выступлении на ландтаге последовательно опроверг все утверждения о "предательском" сговоре с московскими руководителями и решительно опротестовал обвинения в том, что якобы обещал Василию все свои замки и пахотные земли взамен на военную поддержку против ордена и лютеранских ополченцев Риги, Ревеля и Дерпта. Что касается общения с Гертом Рингенбергом, которое якобы вменялось ему в вину, то Иоганн заявил, что не виделся с ним уже десять лет, а от помощи, предложенной псковитянами через дьяка Мунехина он отказался, посчитав её противоречащей интересам Ливонии. Однако несмотря на клятвенные заверения Бланкенфельда о том, что он отвергал помощь псковских господ, а русских посланников щедро угощал в связи с необходимостью наладить плодотворные дипломатические отношения, Псковская первая летопись тем не менее явно утверждает, что в марте 1523 года «арцыпискуп ровеньский» «просиша силе» против магистра Ливонского ордена через Мисюря (Михаила Григорьевича) Мунехина, влиятельного псковского чиновника, который с 1510 года играл в государственной иерархии более значимую роль, чем часто менявшиеся выборные наместники и воеводы.

## Участие в судьбе Тевтонского ордена
После сложностей в отношениях с противниками его политики Иоганн Бланкенфельд предпринял хитрый дипломатический шаг, попросив защиты у Тевтонского ордена, сообщив, что рыцари Ливонского ландмейстера выходят из подчинения у сюзерена и пытаются захватить власть над Ливонией. В это время (в 1525 году) возник вопрос о дальнейшей судьбе Тевтонского ордена, который должен был подвергнуться секуляризации по решению прусских властей. Парадоксальным образом на собрании, посвящённом будущему Тевтонского ордена и выбору кандидата, который смог бы его возглавить, Иоганн представлял Плеттенберга.

## Поездка в Италию и Испанию, смерть
Затем Иоганн, желая взять реванш за поражение от орденских властей и магистратов прибалтийских городов, отправился в Италию через Вильну для того, чтобы встретиться с папой Климентом VII и обговорить с ним вопрос Тевтонского ордена и ливонской проблематики в рамках религиозных столкновений. После этого Иоганн Бланкенфельд отправился в Испанию для того, чтобы искать помощи у императора Карла V, но умер по дороге, судя по всему, от дизентерии.

## Отношение со стороны лютеран
Ливонские лютеране, протестантски настроенные круги, были склонны видеть в Иоганне Бланкенфельде, деятеле высокообразованном, прирождённом гуманисте, только властолюбивого проводника папской политической стратегии, человека со стороны, который якобы зачастую игнорировал традиционные исторические привилегии сословных групп. Часто историографы, которые сочувствовали протестантскому движению в прибалтийском регионе, воспринимают стратегию Бланкенфельда довольно предвзято, представляя его непримиримым борцом с «правильной» идеей, которую поддерживали лютеранские проповедники и вовремя перешедший на их сторону магистр Плеттенберг.